# Joseph Marie Potier de la Houssaye
Joseph Marie Potier de la Houssaye est un capitaine de vaisseau corsaire et négrier français, né à Saint-Malo le 5 mai 1768, et mort à Saint-Malo le 19 novembre 1830 .

## Biographie
Joseph Marie Potier de la Houssaye est le fils de Thomas Marie de la Houssaye (1732-1806) et de Bertranne Surcouf (1746-1823), fille de Robert Charles Surcouf (1702-1756), seigneur de Maisonneuve, grand-père de Robert Surcouf.
Il s'est embarqué fort jeune sur un bateau armé par son père pour la côte de Guinée et les Antilles. Il est rapidement devenu officier et a été reçu capitaine dès qu'il a eu l'âge requis, en 1792. Considéré comme trop jeune, il fait encore une navigation comme second sur l'Aimable-Maris qui naviguait entre l'Afrique et Saint-Domingue.
À son retour en France, il est entré au service de l'État comme enseigne de vaisseau. Il est attaché à l'état-major du port de Brest. En 1795, après l'expédition de Quiberon on lui a donné le commandement d'une compagnie pour battre le pays. Cela lui a donné l'occasion de sauver un émigré qu'il fit semblant de ne pas voir pendant une perquisition.
En 1796, il embarque comme lieutenant sur le corsaire l'Heureuse Nouvelle. Il est fait prisonnier à la suite d'un engagement contre une corvette anglaise. Il est échangé, puis réformé en 1800.
Il est embarqué en 1801 comme second sur le trois-mâts le Courrier-de-l'Île-de-France. Après l'arrivée du bateau à Port Napoléon, le capitaine Duval lui en a confié l'armement et l'a chargé de le conduire à Batavia. Il est ensuite revenu à l'île de France, et de là à Lorient où il arrive le 29 mars 1803. Il est de nouveau réformé, mais comme lieutenant de vaisseau.
La guerre entre la France et l'Angleterre s'étant rallumée peu après son retour, il a reçu de Surcouf, le 2 janvier 1804, le commandement du corsaire la Confiance de 14 canons sur lequel il a fait plusieurs campagnes heureuses. Il est ensuite embarqué comme second sur le Revenant par son cousin Surcouf qui lui en a ensuite confié le commandement. Il va alors s'emparer du navire portugais Conceçao Y Sao Antonio de 1000 tonneaux et 200 homme d'équipage. Cette prise a amené un profit de 4 millions de francs au Revenant. Le navire est réquisitionné par le gouverneur de l'île de France pour remplacer un bateau de l'État endommagé.
Les armateurs malouins lui ont confié le commandement d'une prise anglaise, le Diamant. Dans la baie de Quiberon, ayant aperçu plusieurs bateaux, le 21 janvier 1809, il est pris en chasse par une frégate. Pour se sauver, il a jeté par-dessus bord tous ses canons, puis a mis à l'eau une barque avec un feu pour tromper le bateau poursuivant. Ayant réussi son stratagème, il est entré dans la Gironde où un coup de vent l'a forcé de couper ses mâts pour se sauver d'une perte totale et put s'amarrer à Bordeaux le 25. De retour à Saint-Malo, il s'est encore livré à des opérations maritimes. Sa maison de commerce Joseph Potier et Harembert a armé plusieurs corsaires.
Après la paix, il a navigué sur l'Africain qui était armé pour la traite entre la Guinée et les Antilles. L'Africain a été désarmé le 25 juillet 1816. Il n'a fait ensuite plus qu'un seul voyage sur le Narcisse.